# 900
900 (деветстотна) година по юлианския календар е високосна година, започваща във вторник. Това е 900-тната година от новата ера, 900-тната година от първото хилядолетие, 100-тната година от 9 век, 10-а година от 10-о десетилетие на 9 век, 1-вата година от 900-те години.

## Родени
Петър I Български цар